# John Evans (supercentenaire)
Pour les articles homonymes, voir Evans et John Evans.
John Evans, né le 19 août 1877, mort 10 juin 1990 à Swansea, est un supercentenaire britannique. Ce fut le plus vieil homme ayant jamais vécu au Royaume-Uni jusqu'au 29 mars 2009 lorsqu'Henry Allingham battit son record.